# Stout (bier)

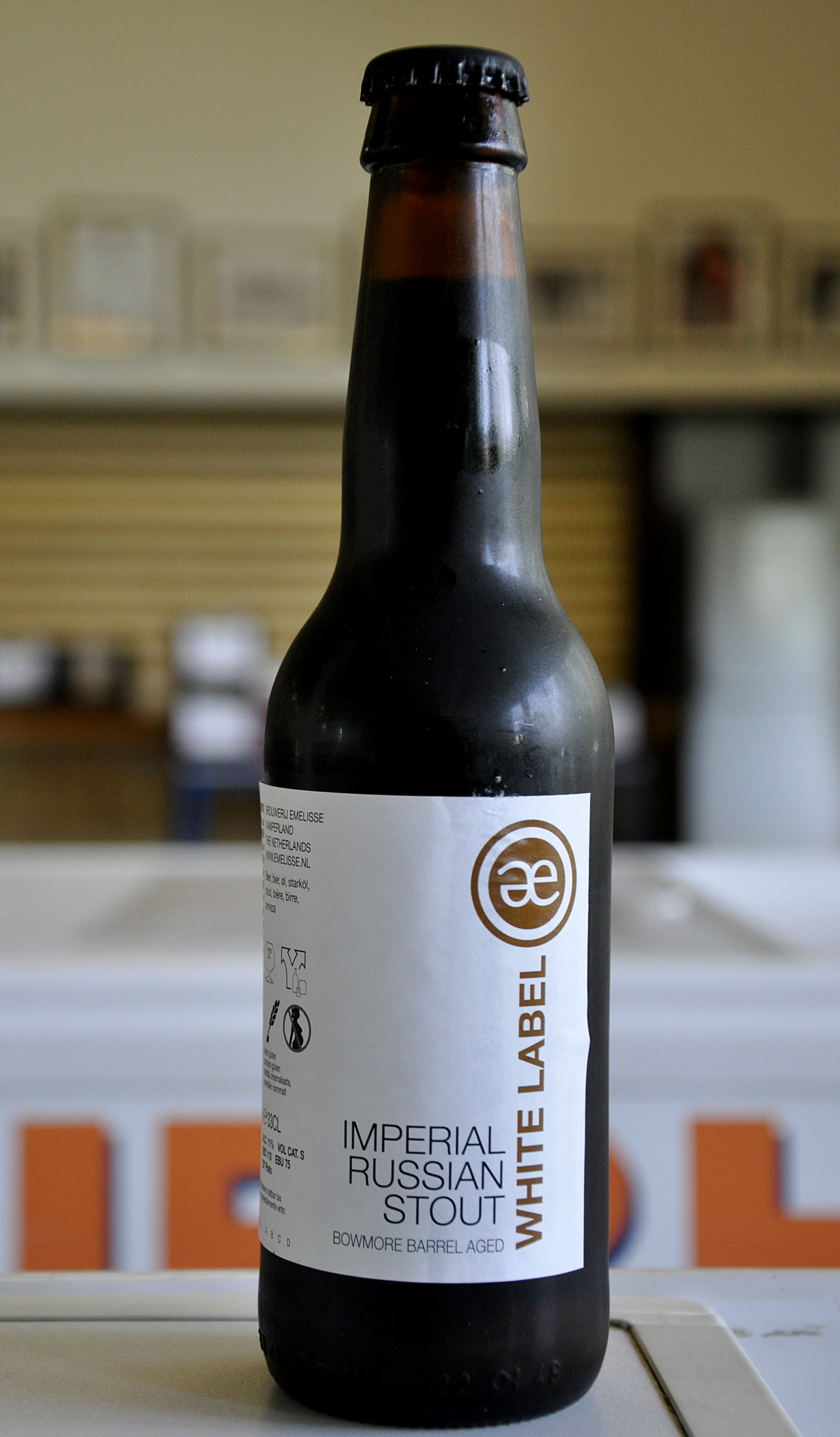
Brouwerij Emelisse
Imperial Russian Stout

Stout is een biersoort die wordt gekenmerkt door een donkerbruine tot zwarte kleur en een enigszins branderig bittere smaak door het gebruik van gebrande of geroosterde mout. Er bestaan zowel hooggegiste als laaggegiste varianten.
Stout is een variant van de biersoort porter, die in mindere mate dezelfde kenmerken bezit. De eerste porter werd gemaakt in Londen rond 1730. Stout was rond die tijd bekend als stout porter. In de loop der jaren werd de suffix "porter" weggelaten.

## Engeland
Lange tijd bleef het een Engelse bierstijl, met varianten als 'Russian imperial stout' en 'milk stout', ook wel 'sweet stout' genaamd. 

## Ierland
De bekendste stout wordt echter gemaakt door de Ierse brouwer Guinness. Dit type stout wordt ook wel 'bitter stout' of 'dry stout' genoemd. In Ierland worden andere bieren van dit type gebrouwen door Beamish en Murphy's.

## België
Een aantal Belgische brouwerijen produceert zoetere en droge varianten (Monk's Stout van Dupont, Hercule Stout van Brasserie Des Légendes, Cassandra Oyster Stout van Siphon Brewing, Stout van brouwerij VDBCK).

## Nederland
Tot de Tweede Wereldoorlog hadden veel Nederlandse brouwers een stout in hun assortiment. De belangrijkste hiervan waren De Zwarte Ruiter (Maastricht) en Van Vollenhoven (Amsterdam). Mede door de expansie van de grote firma's Heineken en Amstel en de daarmee samenhangende opkomst van de pils zijn deze geleidelijk allemaal van de markt verdwenen. 

### Van Vollenhoven Stout
Heineken brouwde onder de naam Van Vollenhoven sinds de overname van de gelijknamige brouwerij nog tot 2004 kleine hoeveelheden stout. Van 2006 t/m 2012 werd door Brouwerij De Schans in Uithoorn, met toestemming van Heineken, jaarlijks een Van Vollenhoven Stout gebrouwen, gebaseerd op het oorspronkelijke recept. Sinds 2013 werkt Stichting De Gekroonde Valk, de licentiehouder van het betreffende biermerk, samen met Stadsbrouwerij de Wittenburg in Zevenaar en brengt Brouwerij De Schans haar stoutbier onder een eigen merknaam op de markt. 

## Galerij

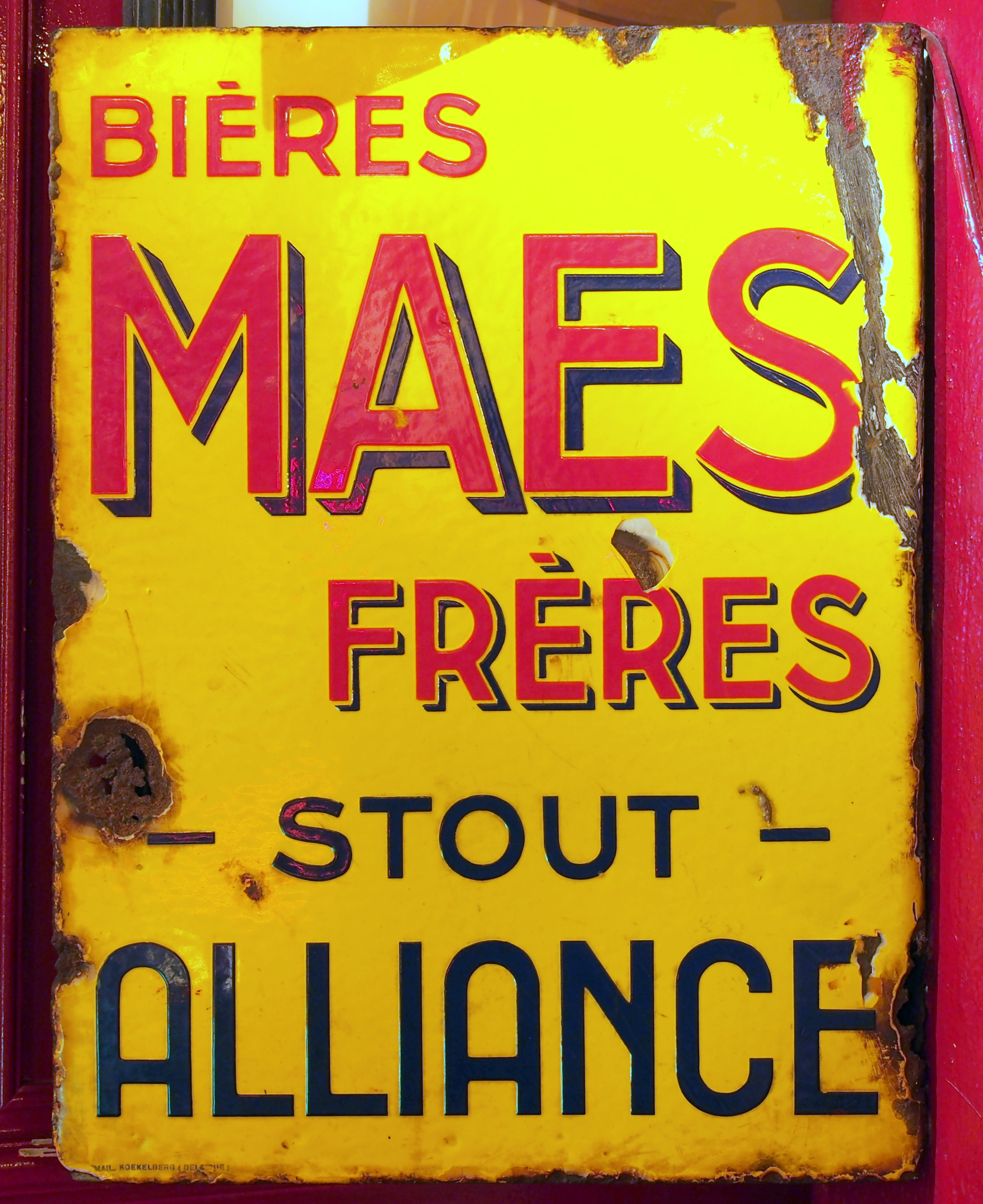
Maes
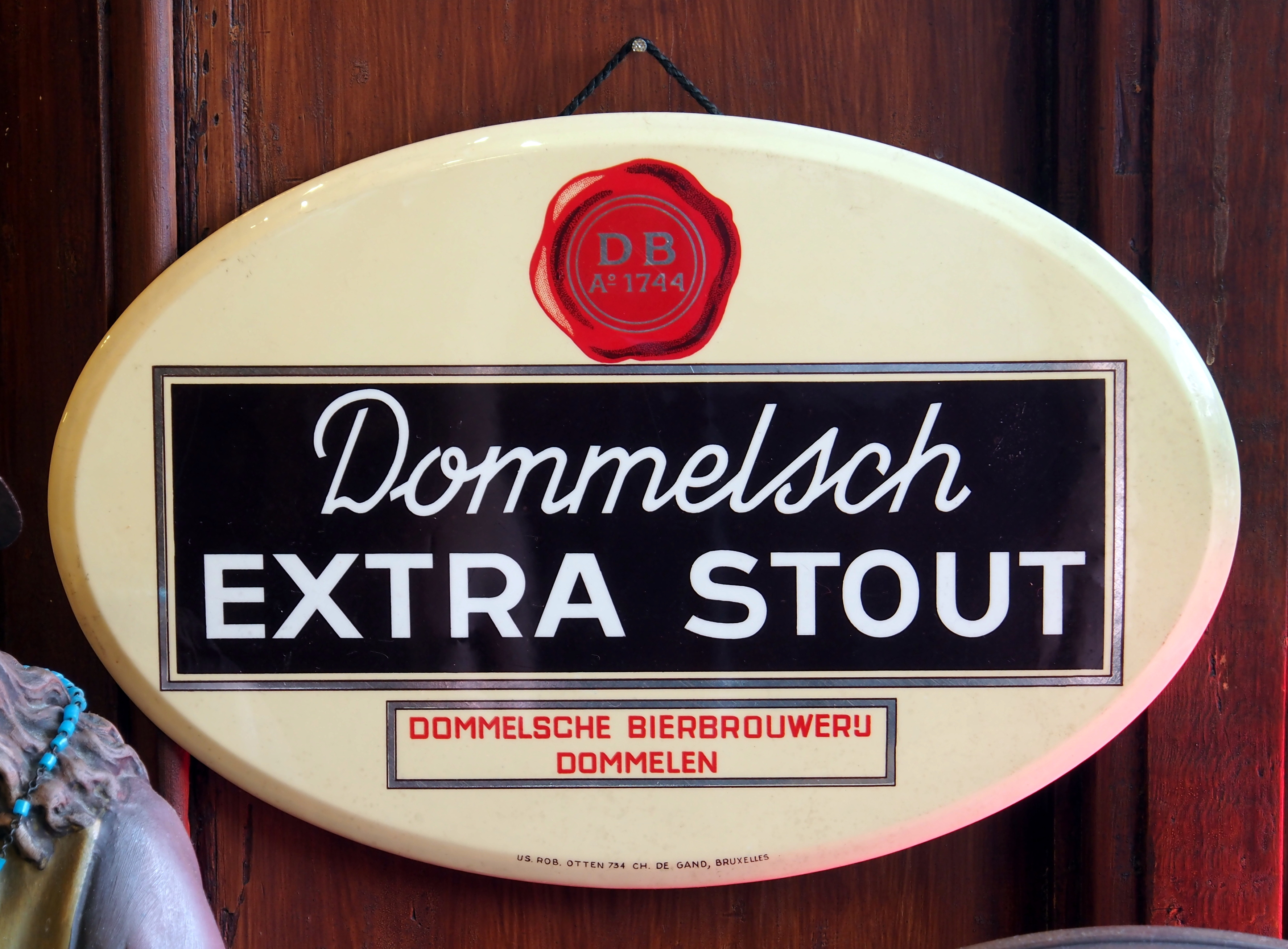
Dommelsch
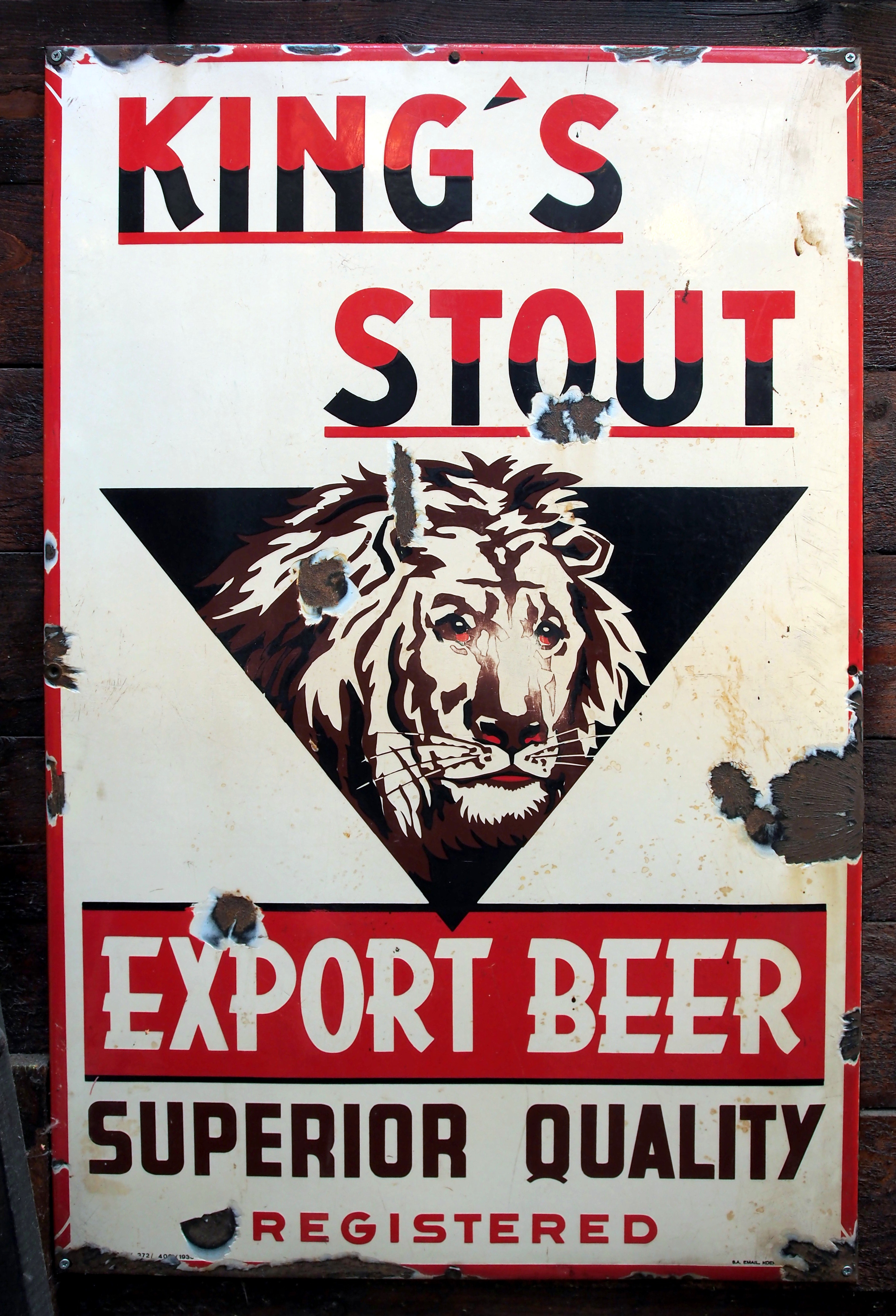
Potvin-Grard
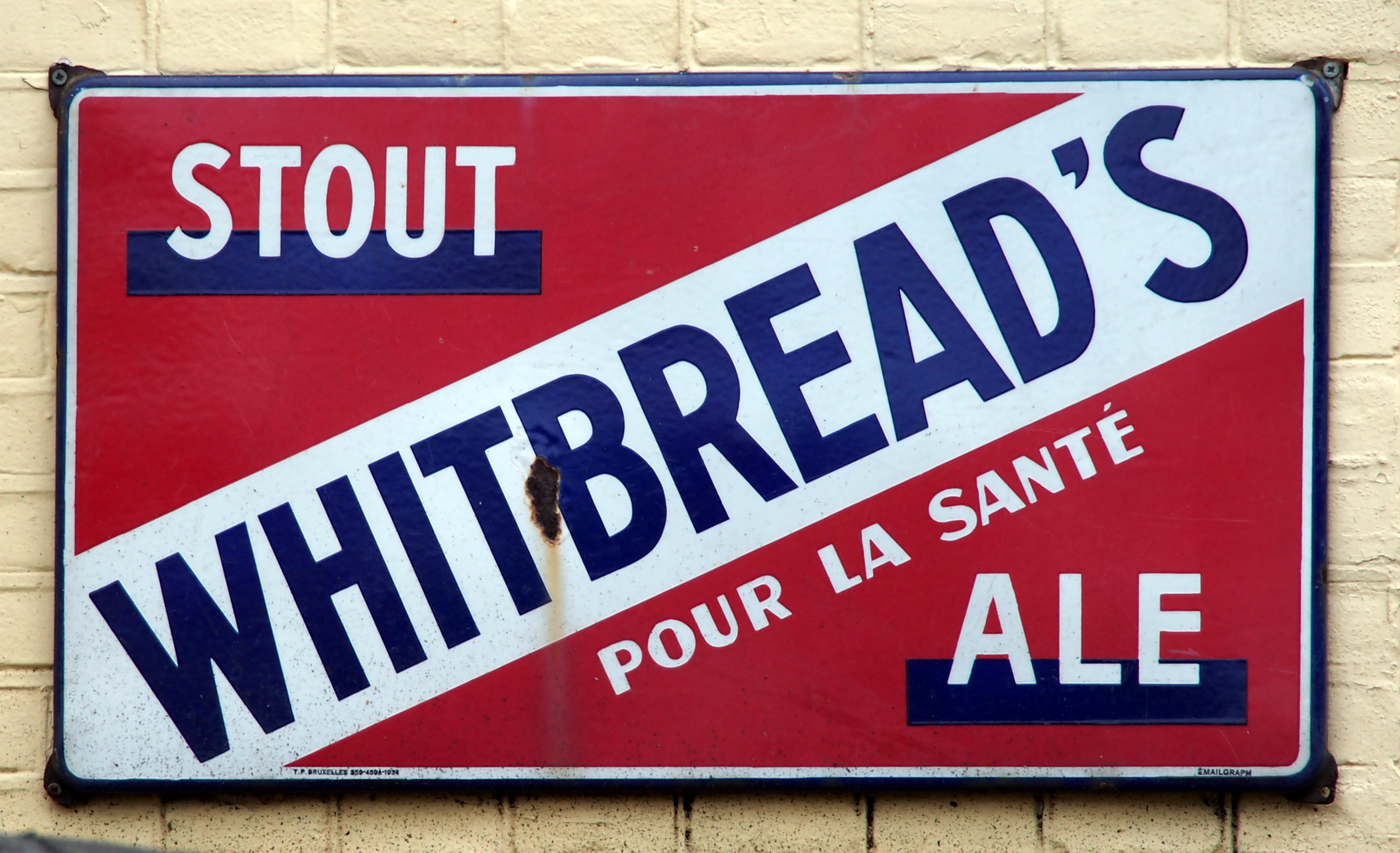
Whitbread
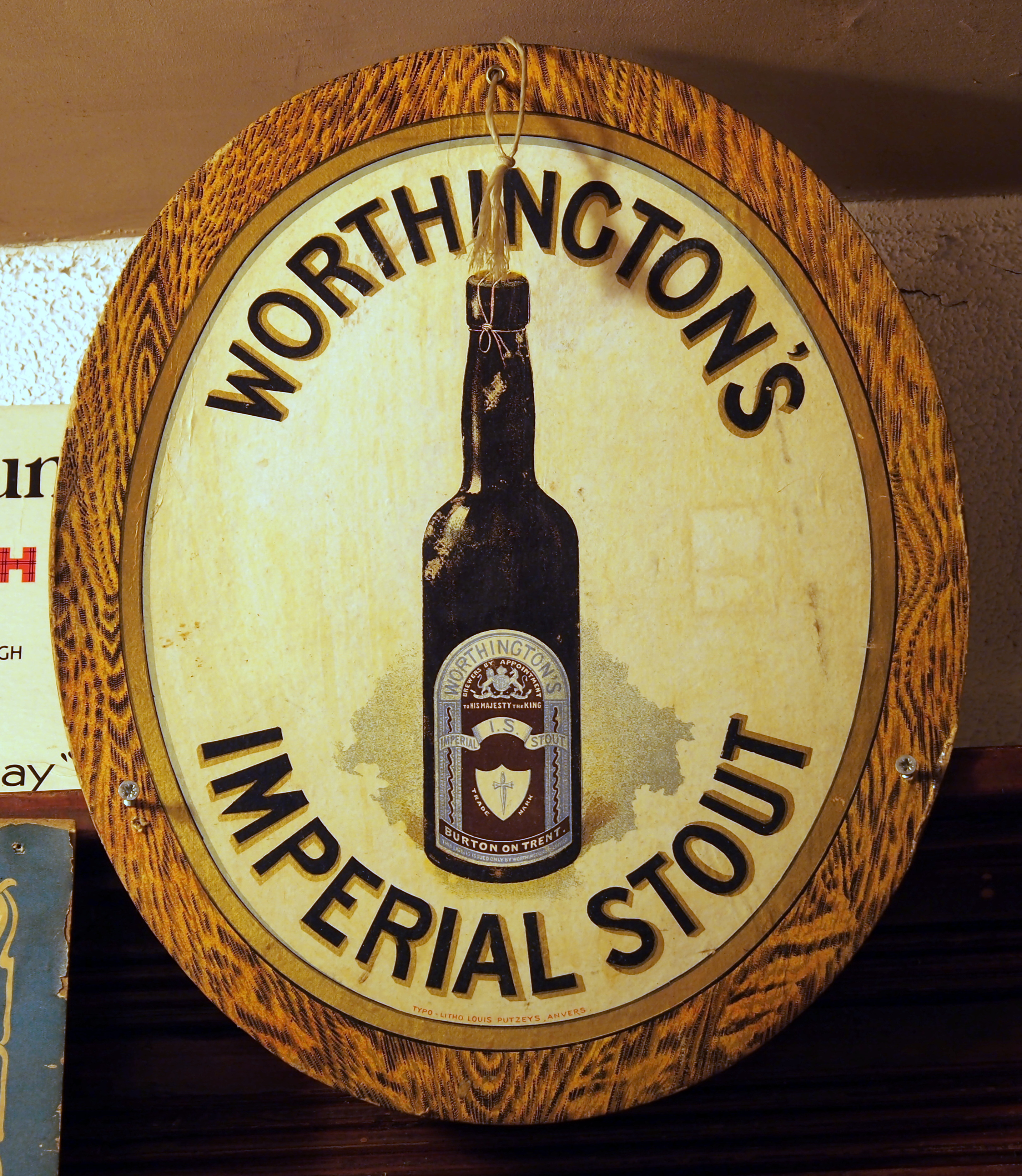
Worthington
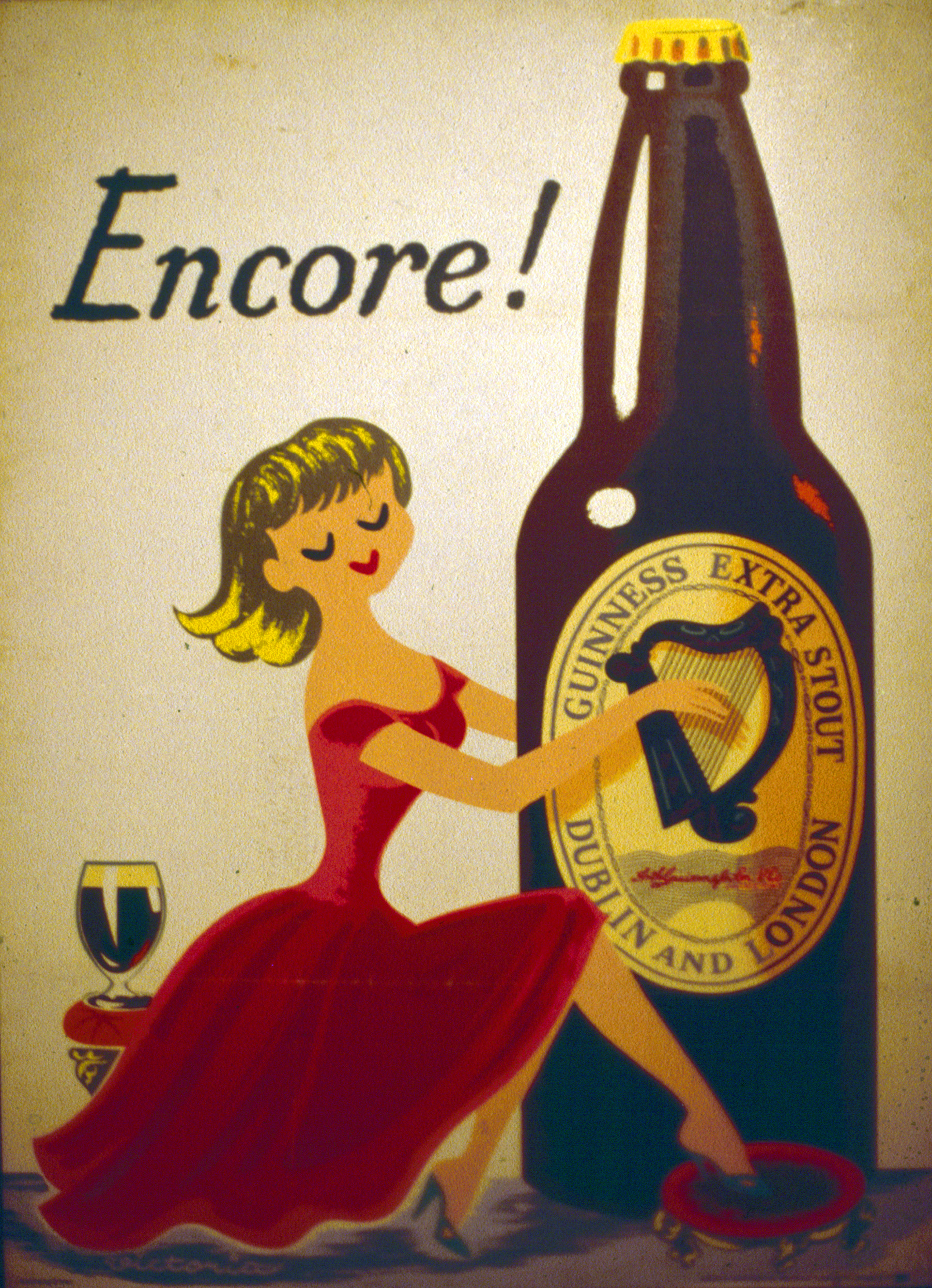
Guinness